# جاده ئی۸۰۳ اروپا
جاده ئی۸۰۳ اروپا (به انگلیسی: European route E803) یکی از جاده‌های درجه ۲ قاره اروپا است.
این جاده که در کشور اسپانیا قرار دارد از شهر سالامانکا شروع شده و در شهر سویا به پایان می‌رسد.